# François Mauriceau
François Mauriceau (født 1637 i Paris, død 17. oktober 1709 sammesteds) var en fransk kirurg og fødselshjælper. 
Mauriceau var ikke læge, men kirurg med butik under det gule bækkenskilt med mærke le bon medicin. Hans titel var Chirurgien juré et maistre ès arts, men han nåede i ung alder at blive Prévôt ved det kirurgiske kollegium (Saint Côme), hvor han underviste og ledede øvelserne på kadaver. Omkring 1660 var han ansat ved Hôtel-Dieu og ledede fødslerne der, og han uddannede sig specielt som fødselshjælper. 
Han skrev Traité des maladies des femmes grosses et de celles, qui sont novuellement accouchées, 1668 endvidere Observations sur la grossesse et l’accouchement des femmes et sur leurs maladies et celles des enfants nouveaunés 1695, en bog, der indeholder fortrinlige observationer og har beholdt sin værdi til vor tid. 
"Traité" blev oversat på engelsk af Hugh Chamberlen, der i fortalen hentyder til den hemmelighed (fødselstangen), som kun han og hans familie kendte. Også i værkets 2. bog, kapitel 17, taler han om muligheden af at bringe barnet ud, uden at anvende hager eller vending. Ved Mauriceaus håndgreb forstår man indførelse af højre pegefinger i barnets mund og fremtrækning, efter at venstre hånd på bestemt måde har fattet om dets hals.